# Vivian Bang

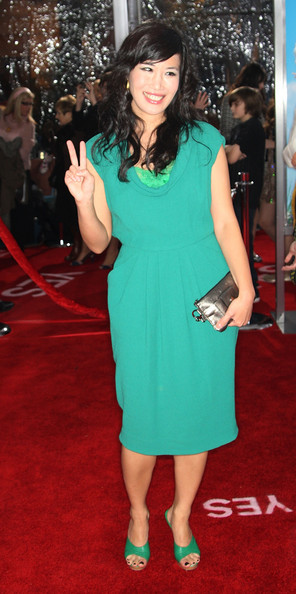
Vivian Bang bei der Premiere von Der Ja-Sager (2008)

Vivian Bang (* 23. Oktober 1973 in Südkorea) ist eine US-amerikanische Schauspielerin südkoreanischer Abstammung.

## Leben
Bangs Eltern emigrierten aus Südkorea in die Vereinigten Staaten, wo sie sich zunächst in San Francisco (Kalifornien) und dann später in der Umgebung von Atlanta (Georgia) niederließen. Bang besuchte dort die Dunwoody Highschool, wo ihre Lehrerin Pamela Barnett sie für die Schauspielerei begeisterte. Nach ihrem Schulabschluss zog Bang nach New York und studierte an der Tisch School of the Arts der New York University.
Bang trat in diversen Theaterstücken in New York und in Los Angeles auf. Im Kino war sie meist in kleineren Nebenrollen zu sehen, unter anderen in den Filmen Die Ex-Freundinnen meines Freundes (2004), Der Ja-Sager (2008) und Boy Toy (2011). Im Fernsehen spielte sie Gastrollen in einer Reihe unterschiedlicher Produktionen wie Numbers – Die Logik des Verbrechens, Sex and the City, The Corner, Monk, Dr. House und How I Met Your Mother. Von 2012 bis zur Einstellung 2014 gehörte sie zum festen Ensemble der Sitcom Sullivan & Son, zwischen 2016 und 2018 war sie in einer festen Rolle in der satirischen Krimi-Serie Swedish Dicks zu sehen.

## Filmografie
- 1997: Henry Fool
- 2000: Useless (Kurzfilm)
- 2000: The Corner (Miniserie, eine Folge)
- 2000: Sex and the City (Fernsehserie, eine Folge)
- 2001: The Mitten (Kurzfilm)
- 2003: Robot Stories
- 2003: Becker (Fernsehserie, eine Folge)
- 2004: Die Ex-Freundinnen meines Freundes (Little Black Book)
- 2004: Our Time Is Up (Kurzfilm)
- 2005: Dr. House (House, Fernsehserie, eine Folge)
- 2006: Monk (Fernsehserie, eine Folge)
- 2006: How I Met Your Mother (Fernsehserie, eine Folge)
- 2008: Cute Couple (Kurzfilm)
- 2008: Outsourced (Fernsehserie)
- 2008: Der Ja-Sager (Yes Man)
- 2009: Kath & Kim (Fernsehserie, 2 Folgen)
- 2009: Numbers – Die Logik des Verbrechens (Numb3rs, Fernsehserie, eine Folge)
- 2009: iCarly (Fernsehserie, eine Folge)
- 2009: Medium – Nichts bleibt verborgen (Medium, Fernsehserie, eine Folge)
- 2009: Time’s [Not] Up (Kurzfilm)
- 2009–2010: Better Off Ted – Die Chaos AG (Better Off Ted, Fernsehserie, 3 Folgen)
- 2010: Jeffie Was Here
- 2010: ACME Hollywood Dream Role (Fernsehserie, eine Folge)
- 2010: LXD – Legion der außergewöhnlichen Tänzer (The LXD: The Legion of Extraordinary Dancers, Fernsehserie, eine Folge)
- 2010: Ktown Cowboys (Fernsehserie, eine Folge)
- 2010: The Talking Head (Kurzfilm)
- 2011: Retired at 35 (Fernsehserie, eine Folge)
- 2011: Coming & Going
- 2011: Mythomania (Fernsehserie, 4 Folgen)
- 2011: Boy Toy
- 2011: A Holiday Heist
- 2011: Matumbo Goldberg (Fernsehserie, 5 Folgen)
- 2012–2014: Sullivan & Son (Fernsehserie, 28 Folgen)
- 2013: Status Updates (Fernsehserie, 9 Folgen)
- 2013: Slightly Single in L.A.
- 2014: Verrückt nach Barry (Someone Marry Barry)
- 2014: Sleepover LA (Kurzfilm)
- 2014: If You Lived Here You’d Be Home Already (Kurzfilm)
- 2014: Almost Asian (Fernsehserie, eine Folge)
- 2014: A to Z (Fernsehserie, eine Folge)
- 2016–2018: Swedish Dicks (Fernsehserie, 20 Folgen)
- 2018: End of the Line (Kurzfilm)
- 2018: Too Long at the Fair (Kurzfilm)
- 2018: Anywhere With You
- 2018: White Rabbit
- 2018: Stuck
- 2019: Always Be My Maybe
- 2020: Runt